# Polydesma umbricola
Espèce
Synonymes
- Coenipeta collutrix Geyer, 1837
- Polydesma landula Guenée, 1852
- Polydesma determinata Wallengren, 1865

Polydesma umbricola est une espèce de lépidoptères (papillons) de la famille des Erebidae.
On la trouve en Afrique, en Asie du Sud, sur certaines îles de l'Océan Indien et en Océanie, y compris à Hawaï,.